# Джуджета (Средна земя)
Джуджета са отделен народ. За техния произход и защо приличат на, и не приличат на елфите и хората, разказва „Силмарилионът“, ала по-нискостоящите елфи от Средна земя не знаят тази легенда. Преданията на хората са смесени с предания за собствената им раса.
Били смятани за жилава, в по-голямата си част страняща от другите раса, потайна, работлива, със силна памет за оскръбления (и благодеяния), обичащи повече камъните, скъпоценностите, нещата, що придобивали форма под ръцете на занаятчиите, отколкото нещата, живеещи свой собствен живот. Ала по природа те не били зли и малцина служели на Врага доброволно, както и да твърдят преданията на хората. Защото харата от миналото желаели страстно богатството им и туй, що изработвали ръцете им, та расите враждували.
Но през Третата епоха все още на много места можело да се намери близко приятелство между хора и джуджета. В природата на джуджетата било да използват езика на хората, сред които обитават, докато пътуват, трудят се и търгуват из земите, както правели след разрушението на своите древни обиталища. Въпреки това тайно (тайна, която за разлика от елфите не разкривали доброволно на приятелите си) те използвали свой собствен странен език, малко променен от годините, защото бил станал по скоро език на премъдростите, отколкото майчин, и те се грижели за него като за съкровище от миналото. Малко от другите раси успявали да го научат. Тази история се появява само в имената на места, за които Гимли разказва на спътниците си, и в бойния вик, който надал при обсадата на Рогоскал. "Барук, Хазад! Хазад ай-мену!" – "Секирите на джуджетата! Джуджетата са срещу ви!"
Собственото име на Гимли и имената на целия му род били от Северен (хорски) произход. Своите собствени тайни и „вътрешни“ имена – истинските си имена, джуджетата никога не разкривали на никого от чужда раса. Не ги изписвали дори на гробовете си.